# دهستان ماریاما (۲۰۰۲)
دهستان ماریاما (به لاتین: Märjamaa Parish) یک دهستان در استونی بود که در شهرستان راپلا واقع شده‌بود.

## خصوصیات
دهستان ماریاما ۸۷۱٫۶۲ کیلومترمربع مساحت و ۷٬۵۴۲ نفر جمعیت دارد.